# 相澤晃
相澤 晃（あいざわ あきら、1997年7月18日 - ）は、福島県須賀川市出身の陸上競技選手。専門は長距離走。学校法人石川高等学校、東洋大学卒業。旭化成陸上部所属。10000mの元日本記録保持者。ハーフマラソンの東洋大記録、ニューイヤー駅伝旧3区の区間記録保持者。
大学4年時には学生三大駅伝全てで区間新記録を樹立。特に箱根駅伝では2区で史上初の1時間05分台を記録した。180cm近い身長と手足の長さ、そして体幹の強さが特徴である。

## 経歴

### 中学・高校時代
- 須賀川市立長沼中学校時代は全日中3000m10位・都道府県駅伝2区9位などの実績を残した。小学生の時から所属していた陸上チーム「円谷ランナーズ」では、同じ須賀川市出身の阿部弘輝としのぎを削りあった。
- 中学卒業後は阿部とともに学法石川高校に進学。全国高校駅伝には3年連続出場したが、飛び抜けた成績は残していない。
- 高校時代は貧血に悩まされ、故障も多くインターハイへの出場も無かったが、高校3年時に5000m13分54秒75を記録した[1]。
- 高校の1学年上には箱根駅伝5区で活躍した山田攻（順天堂大学→警視庁）、同期には阿部弘輝（明治大学→住友電工）、真船恭輔（東京国際大学→SUBARU）田母神一喜（中央大学主将→阿見AC）、1学年下には遠藤日向（住友電工）がいる。

### 大学時代
- 高校卒業後は東洋大学経済学科に進学した[2]。東洋大学陸上競技部の同期には今西駿介、渡邉奏太、定方駿、中村駆などがいる[2]。進学して2ヶ月後に行われたアジアジュニア選手権では、5000mで銀メダルを獲得した[3]。
- 1年時は距離走を中心とした練習に慣れるのに時間がかかり、シンスプリント・腸脛靭帯・膝などを痛めたという[1]。
- それでも練習を消化できるようになるとメキメキと力をつけ、第48回全日本大学駅伝で学生駅伝デビュー。3区区間4位の結果を残す。
- 上尾シティハーフマラソンでは、ジュニア歴代3位となる1時間02分05秒の結果を残した。
- 第93回箱根駅伝では2区にエントリーされたものの、大会前にノロウイルスに感染したこともありレース当日山本修二に変更されている[1]。
- 2年時の関東インカレ10000mでは8位入賞を果たすも、その後疲労骨折を起こすなど故障に悩まされた。相澤の特徴でもある強い体幹によるブレない走りは、この時期から継続している食育とフィジカルトレーニングによるものが大きい[4]。
- 第49回全日本大学駅伝では1区を担当し、鬼塚翔太（東海大学）、片西景（駒澤大学）ら有力選手を抑え区間賞を獲得する。
- 第94回箱根駅伝では各校のエースが集う華の2区を務める。トップでタスキを受けると勢いそのままに後続との差を広げ、区間賞とわずか3秒差の区間3位の好走を見せた。
- 3年時の第30回出雲駅伝では1区を担当。レース中盤から先頭集団をリード、終盤抜け出すも橋詰大慧（青山学院大学）にスパートで競り負け区間2位。
- 第50回全日本大学駅伝では最長区間の8区で区間賞を獲得した。
- 第95回箱根駅伝では準エースが揃う4区を務め、1時間00分54秒の区間新記録を樹立。従来の区間記録を1分以上更新し[5]、同じコースであった旧：4区で藤田敦史（駒澤大学）が持っていた区間記録（1時間00分56秒）をも事実上更新した。箱根駅伝終了後に次期駅伝主将に任命される。
- 同年の第24回都道府県駅伝では福島県チームのアンカーを任され、区間賞の走りで東北勢・福島県勢初の優勝に導いた[6]。
- 4年時夏の2019年ユニバーシアードナポリ大会では、ハーフマラソンで金メダルを獲得した。
- 第31回出雲駅伝では3区を務める。5位でタスキを受けると落ち着いた走りで前との差を詰め3位に浮上。区間新記録となる23分46秒を記録し区間賞を獲得した。この区間賞により相澤は学生三大駅伝全てで区間賞を獲得する快挙を達成。
- 第51回全日本大学駅伝では3区を担当。11位でタスキを受けると、10kmを27分40秒台で通過する脅威的な走りでトップに立つ。従来の区間記録を1分以上更新する圧巻のタイムで区間賞を獲得した。
- 第96回箱根駅伝では2区を務める。14位でタスキを受けると伊藤達彦（東京国際大学）と首位争いのような激しい競り合いでぐんぐん順位を上げ、7位でタスキリレー。メクボ・ジョブ・モグス（山梨学院大学）が持っていた区間記録（1時間06分04秒）を7秒上回る、1時間05分57秒の区間新記録を樹立し区間賞を獲得。史上初めて華の2区を1時間05分台で走ったランナーとなった。この快走により金栗杯（大会MVP）を受賞した[7]。
- 第25回都道府県駅伝では福島県チームのアンカーを任され、区間賞の走りで順位を26位から14位まで押し上げた[8][9]。また、区間記録にあと1秒まで迫る好走が評価され、MVPを受賞した。

### 実業団時代
- 大学卒業後は旭化成に入社。
- 2020年12月4日の第104回日本選手権10000mでは、ベナード・コエチ（九電工）の作るハイペースに最後まで食らいつき、27分18秒75の日本新記録を樹立。2020年東京オリンピック10000m代表を勝ち取った。
- 東京オリンピック10000m決勝では28分18秒37で17位だった[10]。
- 2022年元日のニューイヤー駅伝において3区に出走し、当時の区間記録を30秒更新する37分09秒の区間新記録を樹立。
- 2022年の全日本選手権10000mにおいて伊藤達彦、田澤廉などを8000m地点で振り切り27分42秒85で自身2度目の全日本選手権優勝を果たした。
- 2023年12月10日、2024年パリ五輪の選考を兼ねて行われた第107回日本陸上競技選手権大会10000m決勝で自身の持つ27分18秒75の記録を破る27分9秒80の日本新記録で優勝した塩尻和也に敗れ3位となるが27分13秒04は、2位太田智樹（トヨタ自動車）の27分12秒53を含め、従来の自己記録でもある日本記録を上回る結果となった。しかし2024年パリ五輪の参加標準記録27分00秒00は突破できず。

## 人物
2024年3月、自身のSNSに挙式の写真を投稿し結婚していたことを報告した。

## 戦績

### 主な戦績
| 年   | 大会                                                                                             | 種目（区間）   | 順位             | 記録          | 備考                                   |
| ---- | ------------------------------------------------------------------------------------------------ | -------------- | ---------------- | ------------- | -------------------------------------- |
| 2016 | 関東私学六大学対校陸上競技選手権大会                                                             | 5000m          |                  | 14分40秒21    |                                        |
| 2016 | 日本選抜陸上                                                                                     | 5000m          | 6位              | 14分10秒17    | シーズンベスト                         |
| 2016 | アジアジュニア陸上競技選手権大会                                                                 | 5000m          | 2位              | 14分32秒08    |                                        |
| 2016 | 男鹿駅伝競走大会                                                                                 | 4区            | 区間4位          | 27分50秒      |                                        |
| 2016 | 上尾シティハーフマラソン                                                                         | ハーフマラソン | 5位              | 1時間02分05秒 | 自己ベスト、ジュニア日本歴代3位        |
| 2017 | 香川丸亀国際ハーフマラソン                                                                       | ハーフマラソン | 31位             | 1時間02分59秒 |                                        |
| 2017 | 日本学生ハーフマラソン                                                                           | ハーフマラソン | 14位             | 1時間03分33秒 |                                        |
| 2017 | 関東私学六大学対校陸上競技選手権大会                                                             | 5000m          | 4位              | 14分06秒88    | 関東インカレA標準突破                  |
| 2017 | 平国大長距離記録会                                                                               | 10000m         | 優勝             | 28分44秒19    | 自己ベスト、関東インカレA標準突破      |
| 2017 | 関東学生陸上競技対校選手権大会                                                                   | 10000m         | 18位             | 29分42秒15    |                                        |
| 2017 | 関東学生陸上競技対校選手権大会                                                                   | ハーフマラソン | 8位              | 1時間04分57秒 |                                        |
| 2017 | 世田谷陸上競技会                                                                                 | 5000m          |                  | 13分48秒73    | 自己ベスト                             |
| 2018 | 熊日30キロロードレース                                                                           | 30km           | 6位              | 1時間30分25秒 | 初挑戦記録                             |
| 2018 | 兵庫リレーカーニバル                                                                             | 10000m         | 5位（日本人1位） | 28分17秒81    | 自己ベスト、日本選手権A標準突破        |
| 2019 | 日本学生ハーフマラソン                                                                           | ハーフマラソン | 優勝             | 1時間01分45秒 |                                        |
| 2019 | 第28回金栗記念選抜陸上中長距離大会2019                                                           | 5000m          | 8位              | 13分34秒94    |                                        |
| 2019 | ゴールデンゲームズinのべおか                                                                     | 10000m         | 8位              | 28分35秒90    |                                        |
| 2019 | 第103回日本陸上競技選手権大会 10000ｍ 兼ドーハ2019 世界陸上競技選手権大会 日本代表選手選考競技会 | 10000m         | 4位              | 28分32秒42    |                                        |
| 2019 | 第98回 関東学生陸上競技対校選手権大会                                                            | 5000m          | 5位              | 14分05秒84    |                                        |
| 2019 | 第103回日本陸上競技選手権                                                                        | 5000m          | 5位              | 13分47秒00    |                                        |
| 2019 | ユニバーシアード                                                                                 | ハーフマラソン | 優勝             | 1時間05分15秒 |                                        |
| 2020 | 日本陸上競技選手権大会                                                                           | 10000m         | 優勝             | 27分18秒75    | 日本記録、東京オリンピック日本代表内定 |

### 学生三大駅伝戦績
| 学年               | 出雲駅伝                              | 全日本大学駅伝                                  | 箱根駅伝                                             |
| ------------------ | ------------------------------------- | ----------------------------------------------- | ---------------------------------------------------- |
| 1年生 （2016年度） | 第28回 － － － 出走なし              | 第48回 3区-区間4位 27分40秒                     | 第93回 － － － 出走なし                             |
| 2年生 （2017年度） | 第29回 2区-区間6位 16分23秒           | 第49回 1区-区間賞 43分24秒                      | 第94回 2区-区間3位 1時間07分18秒                     |
| 3年生 （2018年度） | 第30回 1区-区間2位 23分21秒           | 第50回 8区-区間賞 58分23秒                      | 第95回 4区-区間賞 1時間00分54秒 区間新記録 現歴代4位 |
| 4年生 （2019年度） | 第31回 3区-区間賞 23分46秒 区間新記録 | 第51回 3区-区間賞 33分01秒 区間新記録 現歴代2位 | 第96回 2区-区間賞 1時間05分57秒 区間新記録 現歴代5位 |

### その他の駅伝戦績
| 年   | 大会                       | 区間            | 区間順位 | 記録     | 備考                                          |
| ---- | -------------------------- | --------------- | -------- | -------- | --------------------------------------------- |
| 2010 | 第22回ふくしま駅伝         | 8区（5.4km）    | 区間30位 | 18分33秒 |                                               |
| 2011 | 第23回ふくしま駅伝         | 8区（5.4km）    | 区間4位  | 17分08秒 |                                               |
| 2012 | 第24回ふくしま駅伝         | 3区（5.8km）    | 区間3位  | 18分37秒 |                                               |
| 2013 | 第25回ふくしま駅伝         | 2区（8.2km）    | 区間3位  | 25分03秒 |                                               |
| 2013 | 第18回都道府県駅伝         | 2区（3.0km）    | 区間9位  | 8分40秒  |                                               |
| 2013 | 第64回全国高校駅伝         | 2区（3.0km）    | 区間6位  | 8分15秒  | 学法石川8位（初入賞）                         |
| 2014 | 第65回全国高校駅伝         | 4区（8.0875km） | 区間19位 | 24分31秒 | 学法石川7位（過去最高順位）                   |
| 2015 | 第66回全国高校駅伝         | 4区（8.0875km） | 区間14位 | 23分47秒 | 学法石川7位（過去最高タイ、チーム最高タイム） |
| 2015 | 第20回都道府県駅伝         | 4区（5.0km）    | 区間14位 | 14分35秒 |                                               |
| 2016 | 第21回都道府県駅伝         | 4区（5.0km）    | 区間4位  | 14分30秒 |                                               |
| 2019 | 第24回都道府県駅伝         | 7区（13.0km）   | 区間賞   | 37分14秒 | 福島県1位（初優勝、チーム最高タイム）         |
| 2020 | 第25回都道府県駅伝         | 7区（13.0km）   | 区間賞   | 37分10秒 |                                               |
| 2020 | 第57回九州実業団毎日駅伝   | 3区（10.9km）   | 区間賞   | 30分39秒 | 区間新記録                                    |
| 2021 | 第58回九州実業団毎日駅伝   | 1区（12.9km）   | 区間2位  | 36分41秒 |                                               |
| 2022 | 第66回全日本実業団対抗駅伝 | 3区（13.6km）   | 区間賞   | 37分09秒 | 区間新記録                                    |
| 2024 | 第68回全日本実業団対抗駅伝 | 3区（15.4km）   | 区間3位  | 43分04秒 |                                               |

## 自己ベスト
| 種目           | 記録          | 年             | 大会                                 |
| -------------- | ------------- | -------------- | ------------------------------------ |
| 1500m          | 3分52秒48     | 2017年4月8日   | 関東私学六大学対校陸上競技選手権大会 |
| 3000m          | 7分49秒66     | 2021年6月12日  | 世田谷記録会                         |
| 5000m          | 13分29秒47    | 2021年5月9日   | ReadySteadyTokyo                     |
| 10000m         | 27分13秒04    | 2023年12月10日 | 日本陸上競技選手権大会               |
| ハーフマラソン | 1時間01分20秒 | 2025年4月6日   | ベルリンハーフマラソン               |